# مولینگتون، چشر
مولینگتون (به انگلیسی: Mollington) یک روستا و محله مدنی در بریتانیا است که در چشر غربی و چستر واقع شده‌است. مولینگتون ۶۲۶ نفر جمعیت دارد.